# ビリャル・マホフ
ビリャル・マホフ（Bilyal Valeryevich Makhov、1987年9月20日 - ）は、ロシアのレスリングのフリースタイルとグレコローマンスタイルの選手である。カバルダ・バルカル共和国のナリチク出身。階級は130kg級。身長193cm。弁護士でもある。

## 来歴
13歳の時にレスリングを始めた。2005年の世界ジュニアフリースタイル120kg級で優勝すると、グレコローマンスタイル120kg級でも3位になった。2006年には世界ジュニアのフリースタイルで連覇した。以降はフリースタイルの選手として2007年、2009年、2010年の世界選手権120kg級で優勝を飾った。一方、2008年の北京オリンピックは国内予選の前日に水銀中毒にかかったことにより、結果として出場を逃すことになった。2012年のロンドンオリンピックでは3位だった。2014年にはグレコローマンスタイルに変更して世界選手権130kg級に出場すると、3位になった。2015年の世界選手権ではフリースタイル、グレコローマンでともに3位となった。1973年の世界選手権でスウェーデンのヤン・カールソンが達成して以来42年ぶりとなる、同一大会での両スタイルのメダルを獲得することになった。なお、2016年のリオデジャネイロオリンピック後にはUFCに参戦するという。ロンドンオリンピックは金メダルを獲得したウズベキスタンのアルトゥール・タイマゾフと、銀メダルを獲得したジョージアのダビド・モズマナシビリのドーピング違反が発覚したため、3位だったマホフとイランのコメイル・ガセミが同時に金メダルに繰り上がることになった。

## 主な戦績
- 2005年 -　世界ジュニア　優勝
- 2005年 -　世界ジュニア　3位(グレコローマン)
- 2006年 -　世界ジュニア　優勝
- 2007年 -　世界選手権　優勝
- 2009年 -　世界選手権　優勝
- 2010年 -　ヨーロッパ選手権　優勝
- 2010年 -　世界選手権　優勝
- 2011年 -　世界選手権　2位
- 2012年 -　ロンドンオリンピック　優勝
- 2014年 -　世界選手権　3位(グレコローマン)
- 2015年 -　世界選手権　フリースタイル　グレコローマン　ともに3位